# Kinji Zeniya
Kinji Zeniya (japanisch 銭谷 欽治, Zeniya Kinji; * 13. März 1953 in Kaga) ist ein ehemaliger Badmintonspieler aus Japan.

## Karriere
Kinji Zeniya gewann seinen ersten japanischen Meistertitel 1974 im Herreneinzel. Nach einer Titelpause 1975 siegte er bei vier Meisterschaften in Folge von 1976 bis 1979. 1981 war er sowohl im Einzel als auch im Doppel erfolgreich. 1984 erkämpfte er sich seinen letzten Einzeltitel.
Bei der ersten Badminton-Weltmeisterschaft 1977 hatte er Flemming Delfs am Rande einer Niederlage, schied gegen den späteren Titelträger im Achtelfinale jedoch äußerst knapp mit 15:7, 15:17 und 12:15 aus. 1979 stand er mit dem japanischen Thomas-Cup-Team im Halbfinale, drei Jahre später im Viertelfinale dieser Weltmeisterschaft für Herrenmannschaften.